# Ashland (Nebraska)
Ashland és una població dels Estats Units a l'estat de Nebraska. Segons el cens del 2000 tenia 2.262 habitants.

## Demografia
Segons el cens del 2000, Ashland tenia 2.262 habitants, 877 habitatges, i 591 famílies. La densitat de població era de 823,9 habitants per km².
Dels 877 habitatges en un 33,8% hi vivien nens de menys de 18 anys, en un 53,5% hi vivien parelles casades, en un 10,8% dones solteres, i en un 32,6% no eren unitats familiars. En el 26,7% dels habitatges hi vivien persones soles el 15,4% de les quals corresponia a persones de 65 anys o més que vivien soles. El nombre mitjà de persones vivint en cada habitatge era de 2,47 i el nombre mitjà de persones que vivien en cada família era de 3,01.
Per edats la població es repartia de la següent manera: un 25,7% tenia menys de 18 anys, un 7,4% entre 18 i 24, un 28,3% entre 25 i 44, un 20,3% de 45 a 60 i un 18,2% 65 anys o més.
L'edat mediana era de 38 anys. Per cada 100 dones de 18 o més anys hi havia 89 homes.
La renda mediana per habitatge era de 40.441 $ i la renda mediana per família de 47.428 $. Els homes tenien una renda mediana de 32.339 $ mentre que les dones 21.328 $. La renda per capita de la població era de 19.072 $. Aproximadament el 9,3% de les famílies i el 9,5% de la població estaven per davall del llindar de pobresa.

## Poblacions més properes
El següent diagrama mostra les poblacions més properes.